# Evald Kallstenius

Ellesmereområdet i arktiska Kanada

Evald Gustaf Götrik Kallstenius, född 1868 i Västervik, död 1892 eller 1893 i arktiska Kanada, var en svensk zoolog och forskningsresande. Evald Kallstenius var bror till konstnären Gottfrid Kallstenius och kusin till filologen Gottfrid Kallstenius.

## Biografi
År 1886 tog Kallstenius studenten och började därefter sina studier vid Uppsala universitet.
Våren 1892 deltog han tillsammans med den unge botanikern Johan Björling i Svenska Grönlandsexpeditionen 1892 till nordvästra Grönland för att utforska Ellesmerelandet.
I maj lämnade expeditionen Stockholm med kurs mot Liverpool och vidare mot Newfoundland. Den 24 juni lämnade expeditionen St. John's och den 28 juli nådde man Godhavn på Grönland. Därefter upphör alla spår.

## Eftermäle
Den 17 juni 1893 upptäcktes deras fastfrusna och övergivna fartyg Ripple vid Careyöarna av besättningen på ett valfångstfartyget Aurora. 1894 begav sig en svensk sökexpedition med bland andra Axel Ohlin till trakterna och hittade vraket och den 24 juli ytterligare spår på Careyöarna. Av anteckningsboken framkom att fartyget hade strandat före den 17 augusti, men alla försök att finna Björling och Kallstenius var förgäves.